# Gymnuromys roberti
Gymnuromys roberti är ett däggdjur i underfamiljen Madagaskarråttor (Nesomyinae) och den enda arten i sitt släkte.

## Beskrivning
Djuret förekommer bara på östra Madagaskar. Det vistas i tropiska regnskogar som ligger cirka 500 till 1 800 meter över havet.
Arten påminner om en råtta och når en kroppslängd (huvud och bål) av 12,5 till 17 cm, en svanslängd av 15 till 18 cm och en vikt mellan 73 och 124 gram. Pälsen på ryggen har en svartgrå färg och vid buken är pälsen gul- eller vitaktig. Den långa svansen är bara glest täckt med hår, däremot är morrhåren långa. Gnagaren avviker från andra Madagaskarråttor i tändernas konstruktion.
Djuret vistas nästan alltid på marken och bygger underjordiska bon. Annars är inget känt om levnadssättet.
Gymnuromys roberti är sällsynt men den kan anpassa sig till habitatförändringar. IUCN listar arten på grund av det jämförelsevis stora utbredningsområde som livskraftig (LC).